# 晕轮效应
晕轮效应（英語：halo effect），又称“光环效应”、“光晕效应”、“月晕效应”，属于心理学范畴。晕轮效应是指人们对他人的认知首先根据初步印象，然后再从这个印象推论出认知对象的其他特质。也就是，人们对人的认知和判断往往只从局部出发，扩散而得出整体印象，即是常常以既定印象概全。
一个人如果被标明是好的，他或她就会被一种积极肯定的光环笼罩，并被赋予一切都好的品质；如果一个人被标明是坏的，他或她就被一种消极否定的光环所笼罩，并被认为具有各种坏品质（例如尖角效应）。

## 历史
晕轮效应最早是由美国著名心理学家桑代克于20世纪20年代提出的。

### 相关实验
美国心理学家凯利以麻省理工学院的两个班级的学生分别做了一个试验。上课之前，实验者向学生宣布，临时请一位研究生来代课。接着告知学生有关这位研究生的一些情况。其中，向一个班学生介绍这位研究生具有热情、勤奋、务实、果断等项品质、向另一班学生介绍的訊息除了将“热情”换成了“冷漠”之外，其余各项都相同。而学生们并不知道，两种介绍间的差别。下课之后，前一班的学生与研究生一见如故，亲密攀谈；另一个班的学生对他却敬而远之，冷谈回避。可见，仅介绍中的一词之别，竟会影响到整体的印象。学生们戴着这种有色镜去观察代课者，而这位研究生就被罩上了不同色彩的晕轮。
在上世紀70年代，著名社會心理學家Richard Nisbett也論證了“光環效應”這個案例。 Nisbett和Wilson希望調查聽課的學生是如何評判講師的（Nisbett和Wilson, 1977）。學生們被告知這是一項對於評價老師的研究。他們還特別被告知，實驗對於不同的評價是否依賴於學生和某一講師接觸的多少感興趣。這純粹是一個謊言。實際上學生們被分為兩組，他們會分別看兩段關於同一位講師的不同影片。而這位講師正好有很重的比利時口音（這和實驗是很有關的）。其中一組學生看了這位講師和藹而友好地回答了一系列的問題。第二組學生看了同一位講師用冷酷而疏遠的語氣回答了同樣的問題。實驗讓我們明確，到底哪一種人格更討人喜歡是十分明顯的。在其中一種人格中講師顯得熱愛教學和學生，而在另一種人格中他看上去更像是一個完全不喜愛教學的權威人物。
在每組學生看完影片之後，他們被要求給這位教師的外表、特殊語言習慣，甚至還有他的口音（特殊語言習慣在兩段影片中是一樣的）打分。與光環效應相一致，看到講師“和藹”形象的學生認為他更有吸引力，他的語言習慣更令人喜愛，甚至他的口音也更加有魅力。 

## 心理学成因
如果以下四點假設成立，那麼更漂亮的人確實更有可能聰明：
1. 更聰明的男性可以獲得更高的地位
2. 更高地位的男性可以與更漂亮的女性生子
3. 智力存在遺傳
4. 漂亮存在遺傳

有證據證明，這四個假設為真。

### 在心理学角度
晕轮效应的形成原因，与人類知觉特征之一——整体性有关。人在知觉客观事物时，并不是对知觉对象的个别属性或部分孤立地进行感知的，而总是倾向于把具有不同属性、不同部分的对象知觉为一个统一的整体，这是因为知觉对象的各种属性和部分是有机地联系成一个复合刺激物的。譬如，闭着眼睛，只闻到苹果的气味，或只摸到苹果的形状，头脑中就形成了有关苹果的完整印象，因为经验弥补了苹果的其它特征，如颜色（绿中透红）、滋味（甜的）、触摸感（光滑的），等等。由于知觉整体性作用，知觉客观事物就能迅速而明了，而用不着逐一地知觉每个个别属性。

### 内隐人格理论
对人知觉时的晕轮效应，还在于内隐人格理论的作用。人的有些品质之间是有其内在联系的。比如，热情的人往往对人比较亲切友好，富于幽默感，肯帮助别人，容易相处；而“冷漠”的人较为孤独、古板，不愿求人，比较难相处。这样，对某人只要有了“热情”或“冷漠”的一个核心特征，我们就会自然而然地去补足其他有关联的特征。另外，就人的性格结构而言，各种性格特征在每个具体的人身上总是相互联系、相互制约的。例如，具有勇敢正直，不畏强暴性格特征的人，往往还表现在处世待人上襟怀坦白，敢作敢为，在外表上端庄大方，恳切自然。而一个具有自私自利，欺软怕硬性格特征的人，则会在其他方面表现出虚伪阴险，心口不一，或阿諛奉承，或骄横跋扈。这些特征也会在举止表情上反映出来。于是，人们既可从外表知觉内心，又可从内在性格特征泛化到对外表的评价上。这样就产生了晕轮效应。